# 沃莫峰
46°34′01″N 8°31′16″E / 46.566915°N 8.52099°E

沃莫峰（Pizzo dell’Uomo），是瑞士的山峰，位於該國中部，處於烏里州和提契諾州接壤的邊界，屬於哥達山的一部分，海拔高度2,685米，每年平均降雨量2,385毫米。